# Teredothyra excavata
Teredothyra excavata är en musselart som först beskrevs av John Gwyn Jeffreys 1860.  Teredothyra excavata ingår i släktet Teredothyra och familjen skeppsmaskar. Inga underarter finns listade i Catalogue of Life.